# Церква Святої Трійці (Відень)

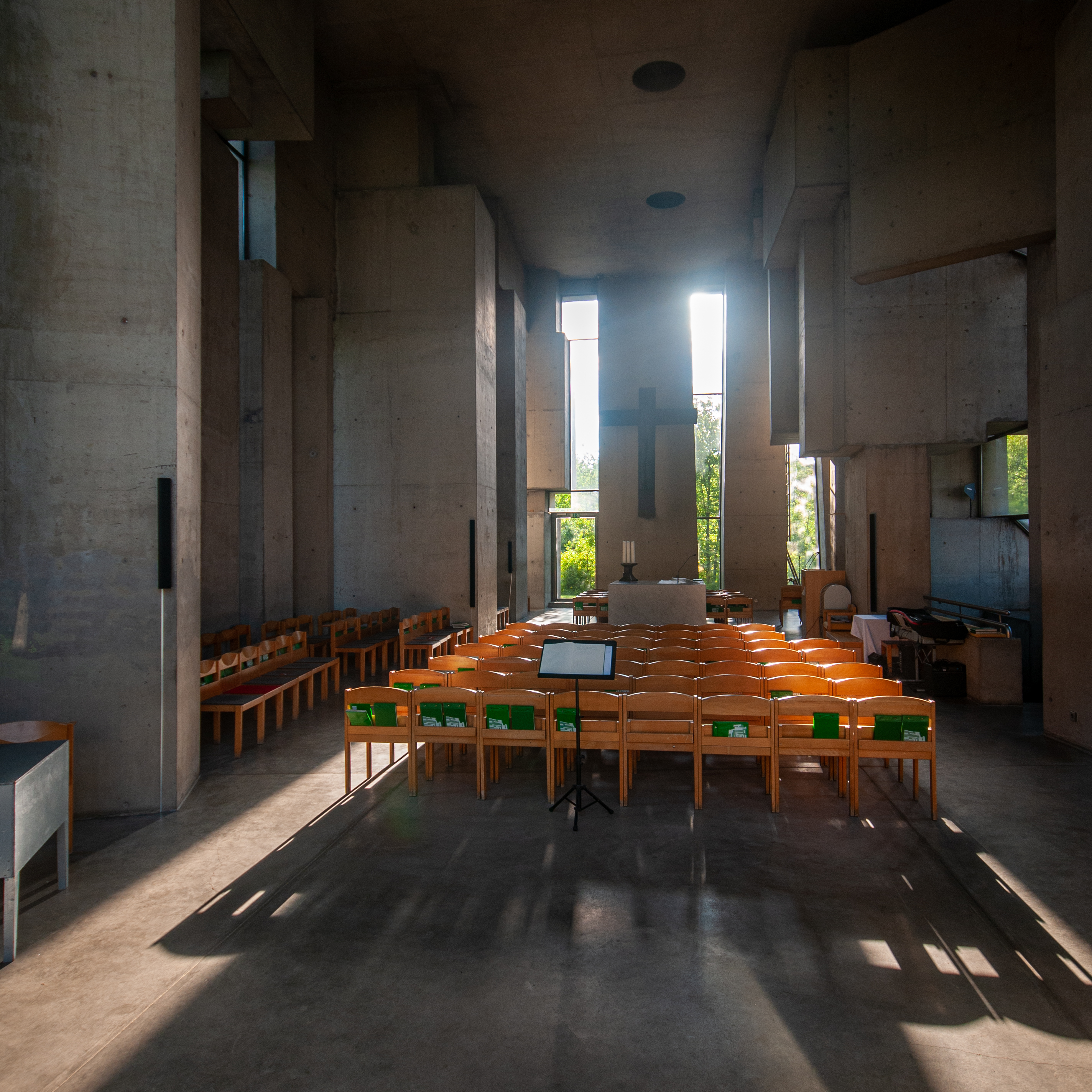
Всередині храму

Церква Святої Трійці (нім. Kirche Zur Heiligsten Dreifaltigkeit) або Храм Вортруби  — римо-католицький храм у Відні, на горі Санкт Георгенберг (район Лізінг), на кордоні з віденським лісом. Храм збудований у модерністському стилі, роки будівництва 1974—1976. Архітектор — Фріц Вортруба.
Будівля розміром 30 х 22 метри, висотою 15,5 метрів. Складається зі 152 асиметрично розташованих бетонних блоків різного розміру (об'ємом від 0,84 до 64 м3, масою від 1,8 до 141 тонни). Завдяки незвичайній формі храм нагадує абстрактну скульптуру: його архітектор Фріц Вортруба був насамперед скульптором. Архітектор помер до завершення будівництва у 1975.